# 奧內爾峰
奧內爾峰（英語：O'Neill Peak），是南極洲的山峰，位於帕爾默地的英國海岸，屬於菲茨傑拉德海崖的一部分，海拔高度約850米，以美國地質調查局的地質學家命名，現時由南極條約體系管理。